# Four Regrettings and a Funeral
«Four Regrettings and a Funeral» (укр. «Чотири співчуття та похорони») — третя серія двадцять п'ятого сезону мультсеріалу «Сімпсони», прем'єра якої відбулась 3 листопада 2013 року у США на телеканалі «Fox».
Серію присвячено пам'яті акторки Марсії Воллес, яка озвучувала Едну Крабапель, і померла за 9 днів до цього у віці 70 років.

## Сюжет
Весь Спрінґфілд оплакує деякого Чіпа Девіса, який надавав допомогу місту різними способами. Його смерть і описані у провомі отця Лавджоя співчуття змушують чотирьох городян жалкувати про те, що зробили в минулому…

Кент Брокман шкодує, що відмовився від успішної кар'єри

Мардж шкодує, що слухала пісні групи «Kiss», будучи вагітною, через що, напевне, Барт став хуліганом. Кент Брокман шкодує, що не прийняв пропозицію Рейчел Меддоу стати ведучим каналу «Fox News», а залишився у задрипаному містечку. Гомер шкодує, що 2001 року продав свої акції «Apple» за кулю для боулінгу, і стає все більш роздратованим тим, що місцеві жителі постійно нагадують про успіх «Apple» зараз.

Містер Барнс шкодує про втрачене кохання

Містер Бернс шкодує про те, що розлучився з француженкою на ім'я Лайла через його егоїзм. Згодом Бернс дізнається, що Лайла стала буддистською монашкою.
Кент Брокман їде до Нью-Йорка на пошуки кращої роботи. Він вирушає у штаб-квартиру «Fox News» з наміром повернутися у вищу лігу. Там один ведучий спонукає його звинуватити демократа і врятувати республіканця через те, що відбувається в новинах. Зрозумівши їхню дріб'язковість, Кент вирішує повернутися додому.
Тим часом Барт піднімається в небо на кошику для білизни, до якої прикріплені повітряні кульки. Однак, незабаром він піднімається надто високо…
Згодом Бернс знаходить Лайлу в буддистському храмі, і вони возз'єднуються у готелі на вершині гори. Він іде у ванну, щоб освіжитися і приготуватися до сексу. Однак, повернувшись, він виявляє її мертвою в ліжку після того, як надто довго готувався і зволікав. Смізерс заохочує Бернса виконати єдине прохання, яке Лайла мала для нього: потурбуватися про інших принаймні п'ять хвилин. Монті вирушає добровольцем роздавати суп бідним. Зрештою, йому це подобається і він залишається довше п'яти хвилин.
Коли Кент з невеликим ентузіазмом повертається до студії «6 каналу», він помічає Барта, що летить над ним. Розпізнавши новину, Кент починає знімати репортаж.
Мардж все ще звинувачує себе у прослуховуванні «Kiss», але шеф Віґґам запевняє, що музика тут ні до чого. Сара Віґґам слухала Моцарта і промови Черчилля, але, на жаль, Ральф не вийшов інтелектом.
Гомер пропонує вистрелити своєю кулею для боулінгу з гармати у кошик Барта, щоб опустити його. План спрацьовує і Сімпсони об'єднується. Кент закінчує свій репортаж і передає слово Рейчел Меддоу з упевненістю, що більше «не шкодує ні про що».

## Виробництво
З фінальної версії серії було вирізано сцену, в якій під час зустрічі Брокмана в «Fox News», Аарон Соркін з'являється у «бульці» над головою Брокмана і радить ведучому, варто чи ні йому працювати на кабельному.
Спочатку серію було іронічно присвячено пам'яті Чіпу Девісу і у кінцевих титрах показано сцени з попередніх серій «за участю» Чіпа. Оригінальні сцени було відредаговано і додано Чіпа. Однак, через смерть Марсії Воллес при прем'єрному показі епізоду титри було скорочено і вставлено присвяту актрисі із зображенням її персонажа, Едни Крабапель. Хоча титри за участю Чіпа були включені в подальші трансляції (міжнародну/Інтернет-версію) епізоду.

## Ставлення критиків і глядачів
Під час прем'єри серію переглянули 5,43 млн осіб з рейтингом 2.4, що зробило її найпопулярнішим шоу на каналі «Fox» тієї ночі.
Денніс Перкінс з «The A.V. Club» дав серії оцінку C- сказавши, що у серії «відсилання та жарти викликають кивки визнання, але нічого подібного до сміху… До жартів просто немає прив'язки, якщо вони справді є жартами, а не лише відсиланнями».
Тоні Сокол з «Den of Geek» дав серії чотири з п'яти зірок, сказавши:
|  | «Сімпсони» хочуть підкорити все те, що прийняте як розвага. Вони жартують над власною мережею [«Fox»]… Вони граються із медіа-шаленістю, дражнячись зі смертю улюбленого персонажа, і вигадують того, під кого підлаштовано всю серію. Коли Сімпсони вбили Френка Граймса, це був один з найтемніших епізодів комедії ситуацій, коли-небудь виходив на телебаченні. Це також був однин із найвеселіших |

Тереза Лопес з «TV Fanatic» дала серії дві з половиною з п'яти зірок, порівнявши її з епізодом сьомого сезону «22 Short Films About Springfield», але цього разу серія відчувала себе досить роз'єднаною і не мала справжнього гумору".
Сайт «Bubbleblabber» оцінив серію на 5,5/10.
2014 року Гаррі Шірер здобув премію «Еммі» за «Найкраще озвучування» у цій серії. Це була його перша нагорода.
Згідно з голосуванням на сайті The NoHomers Club більшість фанатів оцінили серію на 3/5 із середньою оцінкою 2,92/5.